# Йодиардтай, Сирисак
Сирисак Йодиардтай (тайск. ศิริศักดิ์ ยอดญาติไทย; род. 29 марта 1969, Phayakkhaphum Phisai, Махасаракам) — тайский футбольный тренер.

## Биография
Всю свою игровую карьеру провёл в тайской команде «Осотспа». Является выпускником Бангкокского университета. До того как стать тренером, долгое время работал переносчиком оборудования, поваром и водителем клубного фургона. Параллельно трудился в футбольной академии «Осотспы».
С 2015 по 2017 год Йодиардтай возглавлял коллектив второй тайской лиги «Тай Хонда» и вывел его в элиту, после чего вошёл в тренерский штаб серба Милована Раеваца в сборной Таиланда. Специалисты вывели её в финальный этап Кубка Азии в ОАЭ. Однако уже в матче первого тура группового этапа тайцы сенсационно проиграли сборной Индии со счётом 1:4. Несмотря на дальнейшее продолжения борьбы, руководство местной федерации футбола решило отправить в отставку Раеваца. До конца турнира исполняющим обязанности главного тренера был назначен Йодирдтай. Под его руководством тайцы победили Бахрейн (2:0) и сыграли вничью с ОАЭ (1:1). Эти результаты позволили сборной выйти в плей-офф.

## Награды
В 2016 году Сирисак Йодирдтай был признан лучшим футбольным тренером страны.

## Семья
Йодирдтай воспитывает двоих детей. У него также есть брат и сестра.